# (29187) Le Monnier
(29187) Le Monnier ist ein Asteroid des Hauptgürtels, der am 16. Oktober 1990 vom belgischen Astronomen Eric Walter Elst am La-Silla-Observatorium (IAU-Code 809) der Europäischen Südsternwarte (ESO) in Chile entdeckt wurde.
Benannt wurde der Asteroid am 24. November 2007 nach dem französischen Astronomen Pierre Charles Lemonnier (1715–1799), der 1736 Pierre-Louis Moreau de Maupertuis und Alexis-Claude Clairaut auf einer Expedition zur Gradmessung eines langen Meridianbogen in Lappland begleitete.